# STS-61-M
STS-61-Mはスペースシャトルのミッションで、1986年7月にチャレンジャーによる飛行が予定されていたが、チャレンジャー号爆発事故を受けて中止となった。目的はTDRS衛星を軌道に投入することだった。
乗員には以下のメンバーが決定していた。
- Loren Shriver
- Bryan O'Connor
- Mark C. Lee
- サリー・ライド
- William Fisher
- ロバート・ウッド